# تویوتا آر ای وی ۴
تویوتا راوفور یا تویوتا آراِی‌وی فور (به انگلیسی: Toyota RAV4) نام یک خودروی شاسی‌بلند شرکت تویوتای ژاپن است. در بیرون از ژاپن، این خودرو بیشتر با نام انگلیسی آن، راوفور شهرت یافته‌است.
این خودرو برای مشتریانی طراحی شده‌است که خواهان مزایای خودروهای شاسی‌بلند همچون محل بار زیاد، دید خوب، و آپشن چهار چرخ بوده و نیز خواهان مزایای اتومبیل‌های سواری همچون مانور پذیری و مصرف سوخت پایین هستند.
در ایران:نسخه ۲۰۰۱ این خودرو بسیار کمیاب است مجموعا ۱۰ عدد وجود دارد در ایران و‌کلکسیونی محسوب میشود

## مشخصات فنی
تا کنون پنج نسل از این خودرو ساخته و عرضه شده‌است. کانسپت آخرین نسل این خودرو در سال ۲۰۱۷ در نمایشگاه خودرو لس‌آنجلس به نمایش در آمد و در سال ۲۰۱۸ اولین نمونه آن رونمایی شد. نسل پنجم راو فور از ۲۰۱۹ به بازار آمریکا عرضه خواهد شد.
تویوتا راو۴ مدل ۲۰۱۳ به موتور ۲٫۵ لیتری ۴سیلندر با قدرت ۱۷۴ اسب بخار و جعبه‌دندهٔ ۶سرعتهٔ اتوماتیک مجهز شده‌است.